# Галкин, Александр Викторович
Алекса́ндр Ви́кторович Га́лкин (род. 22 марта 1958, г. Орджоникидзе, Северо-Осетинская АССР, РСФСР, СССР) — российский военачальник, генерал-полковник (2011). Командующий войсками Южного военного округа (2010—2016).

## Биография
В 1979 году окончил Орджоникидзевское высшее общевойсковое командное училище имени Маршала Советского Союза А. И. Еременко. Служил в Группе Советских войск в Германии и в Дальневосточном военном округе. Прошёл путь от командира мотострелкового взвода до командира мотострелкового батальона.
В 1990 году окончил Военную академию имени М. В. Фрунзе.
В 1990—1992 годы продолжил службу в Закавказском и Дальневосточном военных округах на должностях заместителя командира и командира мотострелкового полка.
В 1992—1997 годы занимал должность начальника штаба — заместителя командира мотострелковой дивизии.
С 1997 по 2001 занимал должность командира мотострелковой дивизии.
В 2003 году окончил Военную академию Генерального штаба Вооружённых Сил. Служил на должностях заместителя командующего 41-й армией, начальника штаба — первого заместителя командующего 36-й армией.
3 января 2006 года был назначен командующим 41-й армией (г.Новосибирск) в Сибирском военном округе.
8 апреля 2008 года был назначен заместителем командующего войсками Сибирского военного округа.
3 декабря 2008 года назначен начальником штаба — первым заместителем командующего войсками Сибирского военного округа.
13 января 2010 года назначен командующим войсками Северо-Кавказского военного округа.

10 декабря 2010 года указом Президента РФ назначен на должность командующего войсками Южного военного округа.
11 июня 2011 года присвоено воинское звание «генерал-полковник».
В конце августа 2015 года Служба безопасности Украины заявила, что через штаб Южного военного округа, возглавляемый Галкиным, Генштаб ВС РФ руководит российскими войсками в вооружённом конфликте на востоке Украины.
В июне 2016 года освобождён от должности командующего войсками Южного военного округа. С января 2017 года продолжает службу в центральном аппарате Министерства обороны России в должности помощника Министра обороны.

## Санкции
17 марта 2014 года, из-за аннексии Крыма, включён Евросоюзом в санкционный список лиц, у которых в ЕС замораживаются активы и в отношении которых введены визовые ограничения, так как «отвечал за часть российского военного присутствия в Крыму» и «помогал крымским властям в предотвращении массовых демонстраций против проведения референдума о вхождения в состав России». По аналогичным основаниям был включен в санкционные списки Канады, Швейцарии и Украины. Из-за вторжения России на Украину попал под санкции Великобритании и Австралии.

## Семья
Жена — Ирина Александровна Галкина. Двое детей. Сын — Галкин Денис Александрович — судья Южного окружного военного суда.

## Награды
- Орден «За заслуги перед Отечеством» III степени с мечами (2014)
- Орден «За заслуги перед Отечеством» IV степени с мечами
- Орден «За военные заслуги»
- Орден «За службу Родине в Вооружённых Силах СССР» III степени
- Медаль «За отличную службу по охране общественного порядка»
- Медаль «В память 850-летия Москвы»
- Медаль «70 лет Вооружённых Сил СССР»
- Медаль «За воинскую доблесть» I степени
- Медаль «За укрепление боевого содружества»
- Медаль «За усердие при выполнении задач инженерного обеспечения»
- Медаль «За отличие в военной службе» I степени
- Медаль «200 лет Министерству обороны»
- Медаль «За возвращение Крыма»
- Медаль «За участие в военном параде в День Победы»
- Медаль «За безупречную службу» II степени
- Медаль «За безупречную службу» III степени
- Наградное холодное оружие (2017)[7]

### Региональные награды
- Орден Атамана Платова (Ростовская область, 2013)[13]
- Орден «За верность долгу» (Республика Крым, 6 октября 2015 года) — за самоотверженное служение делу обеспечения безопасности страны, граждан России, ответственность и высокий профессионализм[14]
- Почётный гражданин города Владикавказ (2013)[15].

### Общественные награды
- Медаль ФНПР «100 лет профсоюзам России»
- Императорский Военный Орден Святителя Николая Чудотворца III степени

## Воинские звания
- Генерал-лейтенант (23.02.2007)
- Генерал-полковник (11.06.2011)